# 伍逸松
伍逸松（Ng Yat Chung），新加坡华人，新加坡共和国武装部队第五任三军总长，中将军衔，2007年退伍，曾当任东方海皇集团主席兼总裁，2017年担任新加坡报业控股执行总裁。

## 生平
伍逸松早年在维多利亚中学和华中初级学院念书，曾在1978年和同学一起代表华中初级学院参加由新加坡国立大学数学协会举办的一场数学比赛。他在1980年荣获武装部队海外奖学金，前往英国剑桥大学研究工程学，于1983年毕业并获得文学士（荣誉）学位，几年后再次回到剑桥大学研究数学，1987年毕业并获得文学硕士学位。他也曾在美国史丹佛大学和美国陆军指挥参谋学院念书，并获得工商管理硕士学位和军事艺术与科学硕士学位。此外，他也曾在美国哈佛大学商学院上过高级管理课程。
伍逸松于1979年加入新加坡武装部队，同年12月被任命为一名炮兵军官。他在陆军部队工作，曾担任过以下职务：第21炮兵营指挥官、陆军助理参谋长（策划）、第三步兵旅旅長、三军作战处处长、第三师师长、三军作战与策划部主任、三军参谋长和陆军总长（2000年－2003年）。 2003年4月1日，他接替林泉宝当三军总长，并在就职期间监督一些新式作战概念的发展，进一步整合陆军、海军和空军部队的作战方式。此外，他也曾带领新加坡武装部队前往外国灾区赈灾，其中的灾区包括受2004年印度洋大地震影响的印尼亚齐特别行政区和泰国普吉岛（2004年），以及印尼日惹和泰国彭世洛（2006年）。伍逸松在2007年3月23日退伍，三军总长一职由郭木财繼任。
伍逸松在退伍后加入淡马锡控股公司，担任以下三职：能源与资源部主任、澳洲与纽西兰部副主任、策略部副主任和高级常务董事。2011年5月，他加入东方海皇集团，担任执行董事，同年10月升任主席兼总裁直到海皇被海洋联盟收购。
他也是以下机构的成员：世界航运理事会、新加坡海事大学国际咨询小组、物流与运输学会新加坡咨询小组、新加坡科技学院董事会、新加坡国立大学董事会和新加坡能源有限公司董事会等等。2017年7月1日起，他出任新加坡报业控股执行董事，2017年9月1日接替退休的陈庆鏻担任执行总裁。

## 荣誉
曾获得的奖章包括：中華民國云麾勋章（黄色大绶）、美国功绩勋章（指挥官级）、中華民國宝鼎勋章（二等宝鼎勋章（大绶））、行政功绩奖章 (金，武装部队)（1998年）、一等泰皇冠勋章（2002年）、泰国白象勋章（大十字骑士章 （一等））（2005年）、文莱Paduka Keberanian Laila Terbilang勋章（一等）（2005年）、印尼Bintang Yudha Dharma Utama军事勋章（2005年）、马国Darjah Panglima Gagah Angkatan Tentera军事勋章（2005年）、长期服务奖章（2007年）、卓越功绩服务勋章 (武装部队)（2007年）和新加坡国立大学杰出服务奖（2013年）等等。